# Orda khan
Orda, eller Orda khan, född omkring 1204, död 1280, var en mongolledare och krigarhövding som ledde mongolväldets invasion av Östeuropa.
Orda khan var son till Jochi, en av Djingis khans söner, vilket gjorde Orda till en av Djingis Khans första barnbarn. I uppdelningen av Djingis khans rike mellan sönerna tilldelades Jochi de västra delarna av Mongolväldet Kiptjakkhanatet, norr och väster om Altai. När Jochi avled 1227, fick Orda tillsammans med sin bror Batu, ta över styret av kungariket och det som kom att heta Gyllene horden. Orda Khan är känd för att ha stärkt makten för den Vita horden inom Gyllene Horden. Hans bror Batu etablerade den Blå Horden som också var en del av Gyllene Horden.